# Sanja Jovanović
Sanja Jovanović (Ragusa, 15 settembre 1986) è un'ex nuotatrice croata.
Specializzata nel dorso ha partecipato alle Olimpiadi di Atene 2004, Pechino 2008 e Londra 2012.

## Palmarès
- Mondiali in vasca corta

Manchester 2008: oro nei 50m dorso e bronzo nei 100m dorso.
- Europei

Madrid 2004: bronzo nei 200m dorso.
Eindhoven 2008: bronzo nei 50m dorso.
Debrecen 2012: argento nei 50m dorso.
- Europei in vasca corta

Debrecen 2007: oro nei 50m dorso e argento nei 100m dorso.
Fiume 2008: oro nei 50m dorso e nei 100m dorso.
Istanbul 2009: oro nei 50m dorso e argento nei 100m dorso.
Eindhoven 2010: oro nei 50m dorso.
Chartres 2012: argento nei 50m dorso.
Netanya 2015: bronzo nei 50m dorso.
- Giochi del Mediterraneo

Tunisi 2001: argento nei 100m dorso e bronzo nei 100m sl.
Almeria 2005: argento nei 50m farfalla e bronzo nei 100m dorso.
Pescara 2009: bronzo nei 50m dorso.
Mersin 2013: oro nei 50m dorso.
- Europei giovanili

Linz 2002: bronzo nei 50m dorso.